# Мочениго, Альвизе I
Альвизе I Мочениго (итал. Alvise I Mocenigo; 26 октября 1507 — 4 июня 1577, Венеция) — 85-й венецианский дож.
При правлении дожа Венецианская республика в ходе Турецко-венецианской войны 1570—1573 годов сдала крепости Никосия и Фамагуста на Кипре. Несмотря на поражение турецкого флота в битве при Лепанто 1571 года, Венеции пришлось подписать унизительный мирный договор с Турцией (7 марта 1573 года) и уступить Кипр.
Последующие годы правления дожа Мочениго также были неудачны: 11 мая, 1574 года произошёл очень сильный пожар во Дворце дожей, затем последовало грандиозное наводнение, а в 1575 году город накрыла эпидемия чумы.
Умер в Венеции в возрасте 69 лет.